# Vass Istvánné
Vass Istvánné Metzker Erzsébet (Budapest, 1915. március 20. – Budapest, 1980. augusztus 8.) magyar politikus.

## Élete és munkássága
Budafoki munkáscsaládban született. Apja szobafestő, anyja gyári munkás volt. Négy polgári elvégzése után, 14 éves korától gyári munkás volt. 1931-ben, 16 évesen ment férjhez Andra Márton gyári munkáshoz, két lányuk született. 1947-ben elváltak, majd férjhez ment Vass István kőfaragóhoz. 1948-ban megszületett fiuk, István.
1939-től 1945-ig a Magyarországi Szociáldemokrata Párt tagja volt. 1945-ben a Magyar Kommunista Párt budafoki városi bizottságának tagja lett. 1947 márciusától a Magyar Nők Demokratikus Szövetségben (MNDSZ) tevékenykedett instruktorként, majd alosztályvezetőként. 1949 és 1950 között egy éves pártiskolát végzett.
1950-től 1956-ig az MNDSZ főtitkári posztját töltötte be, 1951-től tagja volt az MDP Központi Vezetőségének. 1963 és 1967 között az Országgyűlés elnöke. Az első női házelnök volt Magyarországon.
Tagja volt a Nemzetközi Demokratikus Nőszövetség elnökségének. 1957-1965 között a Magyar Nők Országos Tanácsa Végrehajtó Bizottságának tagja. 1954-1972 között a Hazafias Népfront Országos Tanácsa elnökségi tagja, 1956-1964 között titkára, 1950-től az Országos Béketanács elnökségének tagja, 1972-től alelnöke. 1953-tól haláláig országgyűlési képviselő, 1955-63-ban az Országgyűlés alelnöke, 1963-67-ben elnöke, 1967-70-ben ismét alelnöke, 1971-80-ban az Elnöki Tanács tagja.

## Kitüntetései
- Magyar Népköztársasági Érdemrend III. fokozat (1950)
- Munka Vörös Zászló Érdemrendje (1955)
- A Szocialista Hazáért Érdemrend (1967)
- Felszabadulási Jubileumi Emlékérem (1970)
- Munka Érdemrend arany fokozata (1965, 1968, 1971, 1975)
- A Magyar Népköztársaságért Érdemérem arany fokozata
- Szocialista Magyarországért Érdemrend (1980)
- Koreai Állami Zászlórend I. fokozata
- Chilei Érdemrend (Orden del Mérito) főtisztje (Gran Oficial)

## Műveiből
- Hogyan segíti sajtónk a nők közötti nevelőmunkát (1954)